# Albitreccia
Pour les articles homonymes, voir Albitreccia (homonymie).
Albitreccia est une commune française située dans la circonscription départementale de la Corse-du-Sud et le territoire de la collectivité de Corse.

## Géographie
Albitreccia est une commune du canton de Santa-Maria-Siché en Corse-du-Sud. Le village principal Abitreccia se trouve dans la vallée du Taravo, proche du village de Grosseto. La commune compte également plusieurs agglomérations : Molini (Alzone) ainsi que sa plage grande plage d'Agosta, Bisina, Monti-Rossu ainsi que les hameaux de Buselga, Beddi Vaddi, San giorghju, a Masina et le petit hameau ruiné d'U Pianu situé en amont de Monti rossu sous les monts Cozzanicciu et Tassiccia culminant à plus de mille mètres d'altitude. Les randonneurs apprécieront le chemin de randonnée Mare à Mare Centre qui traverse la commune pour rejoindre le col Saint-Georges et continuer dans le haut Taravo jusqu'à rejoindre le mythique GR 20.

## Urbanisme

### Typologie
Au 1er janvier 2024, Albitreccia est catégorisée commune rurale à habitat dispersé, selon la nouvelle grille communale de densité à sept niveaux définie par l'Insee en 2022.
Elle appartient à l'unité urbaine d'Albitreccia, une agglomération intra-départementale regroupant deux  communes, dont elle est ville-centre,,. Par ailleurs la commune fait partie de l'aire d'attraction d'Ajaccio, dont elle est une commune de la couronne,. Cette aire, qui regroupe 79 communes, est catégorisée dans les aires de 50 000 à moins de 200 000 habitants,.
La commune, bordée par la mer Méditerranée, est également une commune littorale au sens de la loi du 3 janvier 1986, dite loi littoral. Des dispositions spécifiques d’urbanisme s’y appliquent dès lors afin de préserver les espaces naturels, les sites, les paysages et l’équilibre écologique du littoral, à l'image du principe d'inconstructibilité, en dehors des espaces urbanisés, sur la bande littorale des 100 mètres, ou plus si le plan local d’urbanisme le prévoit.

### Occupation des sols
L'occupation des sols de la commune, telle qu'elle ressort de la base de données européenne d’occupation biophysique des sols Corine Land Cover (CLC), est marquée par l'importance des forêts et milieux semi-naturels (91,8 % en 2018), une proportion sensiblement équivalente à celle de 1990 (93,2 %). La répartition détaillée en 2018 est la suivante : 
forêts (82 %), milieux à végétation arbustive et/ou herbacée (9,8 %), zones agricoles hétérogènes (5,5 %), zones urbanisées (2,7 %). L'évolution de l’occupation des sols de la commune et de ses infrastructures peut être observée sur les différentes représentations cartographiques du territoire : la carte de Cassini (XVIIIe siècle), la carte d'état-major (1820-1866) et les cartes ou photos aériennes de l'IGN pour la période actuelle (1950 à aujourd'hui).

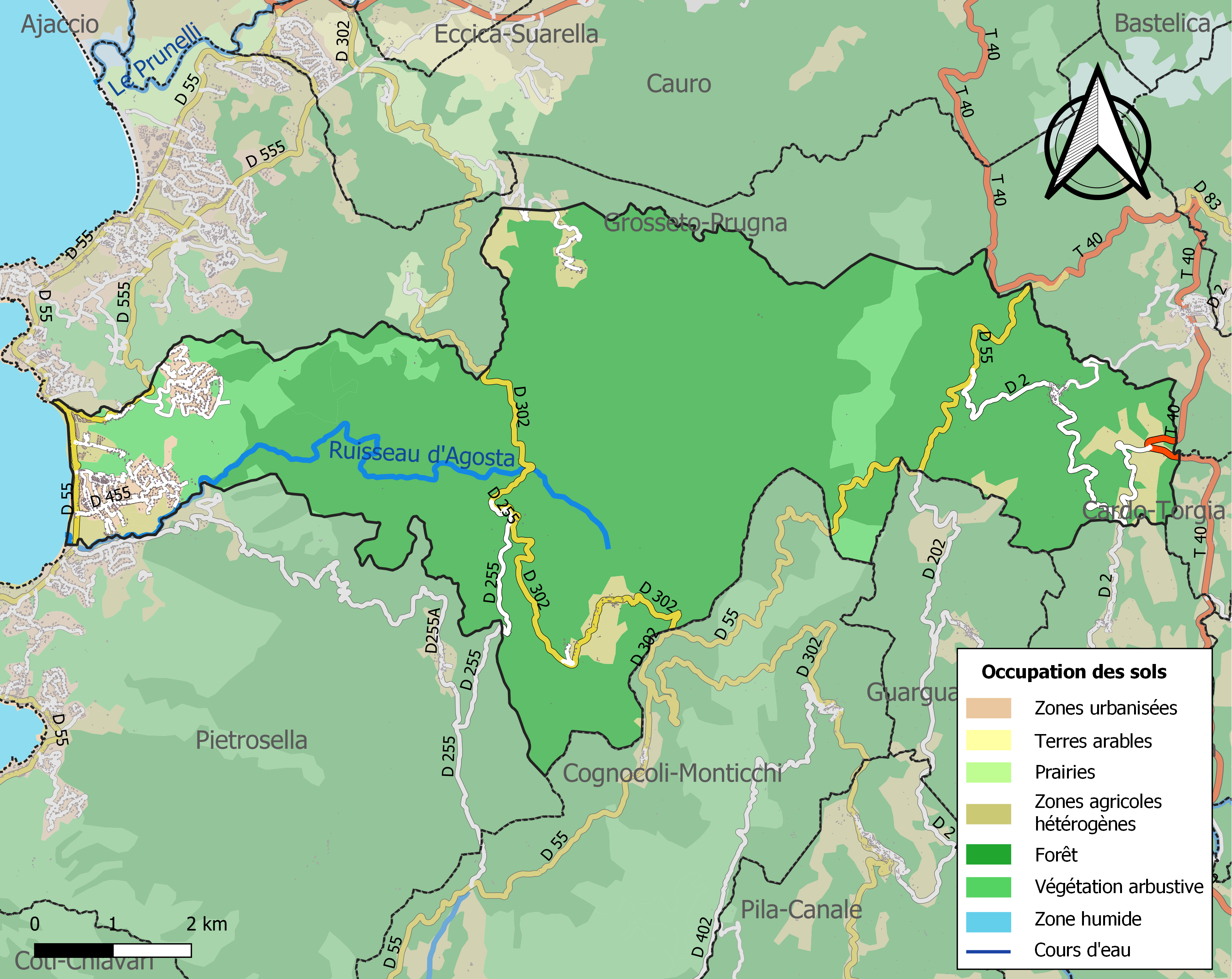
Carte des infrastructures et de l'occupation des sols de la commune en 2018 (CLC).

## Politique et administration

### Liste des maires
| Période                                  | Période  | Identité            | Étiquette       | Qualité                                        |
| ---------------------------------------- | -------- | ------------------- | --------------- | ---------------------------------------------- |
| 2001                                     | En cours | Pierre-Paul Luciani | DVD puis UMP-LR | Conseiller général, Retraité Fonction publique |
| Les données manquantes sont à compléter. |          |                     |                 |                                                |

## Démographie
L'évolution du nombre d'habitants est connue à travers les recensements de la population effectués dans la commune depuis 1800. Pour les communes de moins de 10 000 habitants, une enquête de recensement portant sur toute la population est réalisée tous les cinq ans, les populations de référence des années intermédiaires étant quant à elles estimées par interpolation ou extrapolation. Pour la commune, le premier recensement exhaustif entrant dans le cadre du nouveau dispositif a été réalisé en 2004.

En 2022, la commune comptait 1 780 habitants, en évolution de +6,46 % par rapport à 2016 (Corse-du-Sud : +7,61 %, France hors Mayotte : +2,11 %).
| 1800 | 1806 | 1821 | 1831 | 1836 | 1841 | 1846 | 1851 | 1856 |
| ---- | ---- | ---- | ---- | ---- | ---- | ---- | ---- | ---- |
| 410  | 447  | 411  | 500  | 454  | 508  | 561  | 547  | 514  |

| 1861 | 1866 | 1872 | 1876 | 1881 | 1886 | 1891 | 1896 | 1901 |
| ---- | ---- | ---- | ---- | ---- | ---- | ---- | ---- | ---- |
| 517  | 538  | 528  | 496  | 627  | 644  | 616  | 619  | 662  |

| 1906 | 1911 | 1921 | 1926 | 1931 | 1936 | 1946 | 1954 | 1962 |
| ---- | ---- | ---- | ---- | ---- | ---- | ---- | ---- | ---- |
| 631  | 594  | 654  | 617  | 609  | 645  | 445  | 463  | 280  |

| 1968 | 1975 | 1982 | 1990 | 1999 | 2004  | 2006  | 2009  | 2014  |
| ---- | ---- | ---- | ---- | ---- | ----- | ----- | ----- | ----- |
| 248  | 283  | 456  | 609  | 867  | 1 246 | 1 304 | 1 529 | 1 617 |

| 2019  | 2022  | - | - | - | - | - | - | - |
| ----- | ----- | - | - | - | - | - | - | - |
| 1 771 | 1 780 | - | - | - | - | - | - | - |

## Lieux et monuments
- Église Sainte-Catherine d'Albitreccia. Elle est inscrite à l'Inventaire général du patrimoine culturel[13].
- Église Saint-Pierre-et-Saint-Paul de Bisinao.

## Personnalités liées à la commune
- Victor Sinet, journaliste sportif.
- Ange-Marie Michelosi.
- Jules Valle (1894-1965), homme politique.